# Ốc xoắn đốm hoa
Ốc xoán đốm hoa (danh pháp khoa học: Cominella adspersa) hoặc kawari trong tiếng Maori là loài ốc biển săn mồi có ở New Zealand. Đây là động vật thân mềm chân bụng sống ở biển thuộc họ Buccinidae.

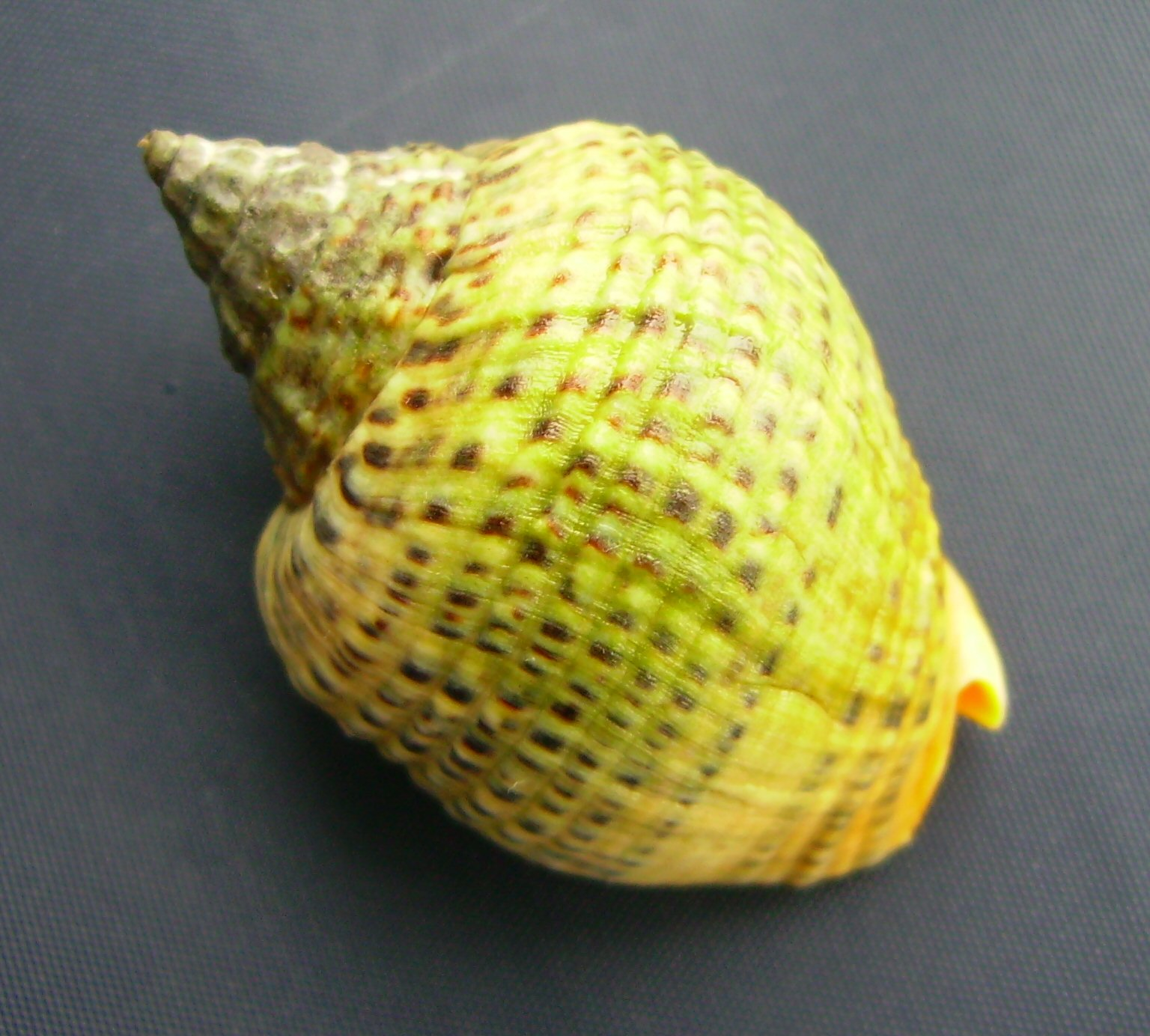
Vỏ của Cominella adspersa.

## Hình ảnh

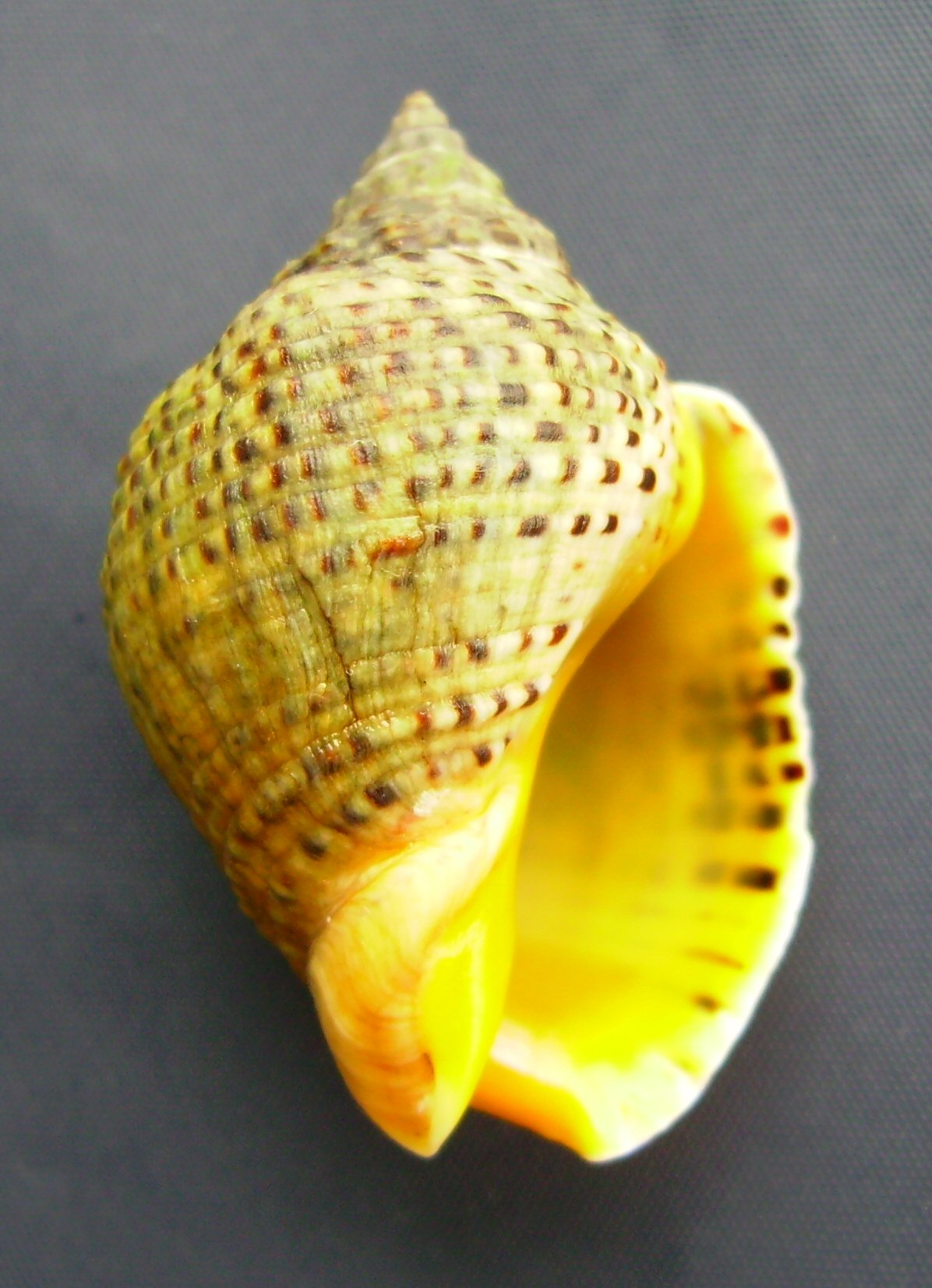